# Live in Texas (album de Linkin Park)
Pour les articles homonymes, voir Live in Texas.
Albums de Linkin Park
Meteora Collision Course
Live in Texas est un album live de Linkin Park d'un concert de la tournée du Summer Sanitarium Tour avec Limp Bizkit, Mudvayne, Deftones et Metallica. 
Cet album comporte 12 chansons et il est accompagné d'un DVD live du concert.

## Liste des titres

### CD
1. Somewhere I Belong - 3:38
2. Lying From You - 3:07
3. Papercut - 3:05
4. Points of Authority - 3:25
5. Runaway - 3:08
6. Faint - 2:47
7. From the Inside - 3:02
8. P5hng Me A*wy - 5:05
9. Numb - 3:07
10. Crawling - 3:34
11. In the End - 3:32
12. One Step Closer - 4:13

### DVD
1. Don't Stay
2. Somewhere I Belong
3. Lying From You
4. Papercut
5. Points of Authority
6. Runaway
7. Faint
8. From the Inside
9. Figure.09
10. With You
11. By Myself
12. P5hng Me A*wy
13. Numb
14. Crawling
15. In the End
16. A place for my Head
17. One Step Closer

## À noter
- Si l'on met le disque de l'album live à la lumière, on peut voir Live in Texas inscrit en blanc.
- One Step Closer contient des éléments de 1stp Klosr
- Le EP Linkin Park Underground 3 contient les versions audios des titres qui sont sortis uniquement sur le DVD.

## Certifications
| Pays              | Certification | Ventes certifiées |
| ----------------- | ------------- | ----------------- |
| États-Unis (RIAA) | Platine       | 1 000 000         |
| France (SNEP)     | Or            | 100 000           |